# 水胶炸药
水胶炸药（英語：Water gel explosive）是一种由水和硝酸铵作氧化剂，以甲基胺硝酸盐作可燃剂，以古尔胶作胶凝剂，按比例配制成的混合炸药。其密度为1.12～1.25g/cm3，爆速为4000～5000m/s。是一种新型抗水塑性硝铵炸药。
中国采用甲胺硝酸盐CH3NH2·HNO3作为敏化剂制成，密度为1.1～1.3g/cm3，爆力大于350ml，猛度大于15mm，爆速不小于3 500m/s，殉爆距离大于7cm。
实际为浆状炸药的一种，性能比浆状炸药更好，在化学上单独列为一种。水胶炸药的起爆感度比浆状炸药高，抗水性和安全性与浆状炸药相同。

## 用途
矿用炸药，适用于有水工作面坚硬岩石爆破作业。